# Leichtathletik-Weltmeisterschaften 2015/Teilnehmer (Rumänien)
| Gelbes Symbol für Goldmedaillen mit stilisierten Olympischen Ringen | Graues Symbol für Silbermedaillen mit stilisierten Olympischen Ringen | Braundes Symbol für Bronzemedaillen mit stilisierten Olympischen Ringen |
| ------------------------------------------------------------------- | --------------------------------------------------------------------- | ----------------------------------------------------------------------- |
| —                                                                   | —                                                                     | —                                                                       |

Der Leichtathletikverband Rumäniens nominierte 17 Athleten für die Leichtathletik-Weltmeisterschaften 2015 in der chinesischen Hauptstadt Peking.

## Ergebnisse

### Männer

#### Laufdisziplinen
| Athlet          | Disziplin   | Vorlauf | Vorlauf | Halbfinale | Halbfinale | Finale                  | Finale                  |
| Athlet          | Disziplin   | Zeit    | Platz   | Zeit       | Platz      | Zeit                    | Platz                   |
| --------------- | ----------- | ------- | ------- | ---------- | ---------- | ----------------------- | ----------------------- |
| Marius Ionescu  | Marathon    |         |         |            |            | Wettkampf nicht beendet | Wettkampf nicht beendet |
| Marius Cocioran | 50 km Gehen |         |         |            |            | Wettkampf nicht beendet | Wettkampf nicht beendet |

#### Sprung/Wurf
| Athlet        | Disziplin   | Qualifikation | Qualifikation | Finale             | Finale             |
| Athlet        | Disziplin   | Weite/Höhe    | Platz         | Weite/Höhe         | Platz              |
| ------------- | ----------- | ------------- | ------------- | ------------------ | ------------------ |
| Marian Oprea  | Dreisprung  | 17,07 m       | 3             | 17,06 m            | 6                  |
| Mihai Donisan | Hochsprung  | 2,26 m        | 22            | nicht qualifiziert | nicht qualifiziert |
| Andrei Gag    | Kugelstoßen | 19,74 m       | 17            | nicht qualifiziert | nicht qualifiziert |

### Frauen

#### Laufdisziplinen
| Athletin                                                                                          | Disziplin   | Vorlauf     | Vorlauf | Halbfinale         | Halbfinale         | Finale                  | Finale                  |
| Athletin                                                                                          | Disziplin   | Zeit        | Platz   | Zeit               | Platz              | Zeit                    | Platz                   |
| ------------------------------------------------------------------------------------------------- | ----------- | ----------- | ------- | ------------------ | ------------------ | ----------------------- | ----------------------- |
| Bianca Răzor                                                                                      | 400 m       | 50,37 s     | 2       | 51,05 s            | 13                 | nicht qualifiziert      | nicht qualifiziert      |
| Florina Pierdevară                                                                                | 1500 m      | 4:13,76 min | 30      | nicht qualifiziert | nicht qualifiziert | nicht qualifiziert      | nicht qualifiziert      |
| Paula Todoran                                                                                     | Marathon    |             |         |                    |                    | Wettkampf nicht beendet | Wettkampf nicht beendet |
| Claudia Ștef                                                                                      | 20 km Gehen |             |         |                    |                    | 1:34:51 h               | 24                      |
| Andreea Grecu Anamaria Ioniță Sanda Belgyan Bianca Răzor Reserve: Mihaela Nunu Florina Pierdevară | 4 × 400 m   | 3:28,60 min | 11      |                    |                    | nicht qualifiziert      | nicht qualifiziert      |

#### Sprung/Wurf
| Athletin           | Disziplin  | Qualifikation         | Qualifikation         | Finale             | Finale             |
| Athletin           | Disziplin  | Weite/Höhe            | Platz                 | Weite/Höhe         | Platz              |
| ------------------ | ---------- | --------------------- | --------------------- | ------------------ | ------------------ |
| Florentina Marincu | Weitsprung | kein gültiger Versuch | kein gültiger Versuch | ausgeschieden      | ausgeschieden      |
| Alina Rotaru       | Weitsprung | 6,58 m                | 15                    | nicht qualifiziert | nicht qualifiziert |
| Cristina Bujin     | Dreisprung | 13,21 m               | 25                    | nicht qualifiziert | nicht qualifiziert |
| Elena Panțuroiu    | Dreisprung | 13,58 m               | 18                    | nicht qualifiziert | nicht qualifiziert |